# Bill Camp
William (Bill) Camp (13 oktober 1961) is een Amerikaans acteur.

## Biografie
Bill Camp groeide op in Groton (Massachusetts) als de zoon van Patricia en Peter Camp. Zijn vader gaf les aan Groton School en was er ook een tijdje schoolhoofd. Zijn moeder was een kunstschilderes en bibliothecaresse. Reeds op jonge leeftijd raakte hij in de ban van hockey. In 1982 studeerde hij af aan Groton School. Nadien studeerde hij in New York aan Juilliard School.
In september 2004 trouwde hij in San Francisco met actrice Elizabeth Marvel. Twee jaar later kregen ze samen een zoon.

## Carrière
In de jaren 1990 werkte hij zich als theateracteur op in Boston. Tussendoor had hij ook kleine bijrollen in tv-series als New York Undercover (1994), Prince Street (1997) en Law & Order (1999). In 2001 won hij een Obie Award (Off-Broadway Theater Award) voor zijn rol als de heroïneverslaafde Quango Twistleton in Tony Kushners toneelstuk Homebody/Kabul.
Uit vrees dat hij te narcistisch werd en door de vele audities kreeg hij een afkeer van de acteerwereld, waarop hij in 2002 besloot om naar Los Angeles te verhuizen, waar zijn vriendin en latere echtgenote Elizabeth Marvel op dat ogenblik meewerkte aan de tv-serie The District. Gedurende een sabbatical van twee jaar werkte hij als tuinman, kelner, kok en garagist.
Nadien ging Camp terug aan de slag als acteur. Hij vertolkte bijrollen in films als Public Enemies (2009), Lincoln (2012), 12 Years a Slave (2013), Birdman (2014) en Jason Bourne (2016) en tv-series als Boardwalk Empire, The Good Wife en Damages.
In 2016 werd hij genomineerd voor een Tony Award voor zijn vertolking van Rev. John Hale in het door Arthur Miller geschreven Broadway-toneelstuk The Crucible. Datzelfde jaar vertolkte hij ook politiedetective Dennis Box in de HBO-miniserie The Night Of. Die rol leverde hem in 2017 een Emmy Award-nominatie op.

## Filmografie

### Film
| - Reversal of Fortune (1990) - In & Out (1997) - Rounders (1998) - Ten Hundred Kings (2000) - The Dying Gaul (2005) - Reservation Road (2007) - The Guitar (2008) - Deception (2008) - Public Enemies (2009) - Tamara Drewe (2010) - Compliance (2012) - Lawless (2012) - Lincoln (2012) - 12 Years a Slave (2013) - The Maid's Room (2013) - Birdman or (The Unexpected Virtue of Ignorance) (2014) - Love & Mercy (2014) - Aloha (2015) - Black Mass (2015) - Happy Baby (2016) - Midnight Special (2016) - Loving (2016) - Jason Bourne (2016) |  | - Gold (2016) - Crown Heights (2017) - The Killing of a Sacred Deer (2017) - The Only Living Boy in New York (2017) - Hostiles (2017) - Molly's Game (2017) - Woman Walks Ahead (2017) - Wildlife (2018) - Red Sparrow (2018) - Skin (2018) - The Land of Steady Habits (2018) - Vice (2018) - Native Son (2019) - The Kitchen (2019) - Joker (2019) - Dark Waters (2019) - The Mastermind (2025) |

### Televisie (selectie)
- Law & Order (1999, 2004)
- Law & Order: Criminal Intent (2005)
- Brotherhood (2008)
- Boardwalk Empire (2011)
- The Good Wife (2011)
- Damages (2012)
- Manhattan (2014–2015)
- The Night Of (2016)
- The Leftovers (2015–2017)
- The Queen's Gambit (2020)

### Theater (selectie)
- The Seagull (1992)
- Jackie (1997)
- Macbeth (1999)
- Homebody/Kabul (2001)
- The Misanthrope (2007)
- Notes From Underground (2010)
- Death of a Salesman (2012)
- The Crucible (2016)